# Davallia majuscula
Davallia majuscula là một loài dương xỉ trong họ Davalliaceae. Loài này được E.J.Lowe mô tả khoa học đầu tiên năm 1859.
Danh pháp khoa học của loài này chưa được làm sáng tỏ. 